# Стрэттон, Аллан
А́ллан Стрэ́ттон (англ. Allan Stratton; род. 1951, Стратфорд, Онтарио, Канада) — канадский драматург и писатель. Лауреат многочисленных литературных канадских и американских премий, в числе которых Премия Канадской библиотечной ассоциации за книгу для подростков за 2005 год и Независимая издательская книжная премия за 2005 год в номинации «Лучшая книга для подростков и юношества».

## Биография

### Личная жизнь
Родился в 1951 году в Стратфорде, в неполной семье (воспитывался только матерью). Писать начал, учась в средней школе. Тогда же опубликовал свою первую пьесу «Ржавое сердце» в литературном журнале «Азбука». В 1970 году пьеса попала в эфир радио Си-би-си. Тем не менее, сначала Стрэттон избрал актёрскую карьеру. В 1973 году с отличием защитил диплом по английскому языку в Университете Виктории в Торонто. Выступал на Стратфордском фестивале и играл в театре Гурон-кантри-плейхауз. После получения степени магистра в Центре изучения драмы Университета Торонто в 1974 году, гастролировал с региональными труппами по всей стране, играя в пьесах таких драматургов, как Джеймс Рини, Рекс Деверелл и Шэрон Поллок. Аллан Стрэттон — открытый гомосексуал и состоит в отношениях. Любит спорт, путешествия и собак.

### Творческая деятельность
В 1977 году Кристофером Ньютоном на сцене Ванкуверского театра была поставлена его первая пьеса «72 под 0». В 1980 году была поставлена вторая пьеса Стрэттона «Медсестра Джейн едет на Гавайи», которая принесла ему международную известность. За пьесу «Рекси!», сатиры о Маккензи Кинге, премьера которой состоялась зимой 1981 года, он был удостоен премий Чалмерса, Канадской ассоциации писателей и Доры Мейвор Мур.
В 1982 году переехал в Нью-Йорк, где получил место директора драматургического отдела Актёрской студии Ли Страсберга под руководством Артура Пенна. В это же время Кристофер Ньютон заказал Стрэттону адаптацию фарса Эжена Лабиша «Милейший Селимар» для главной сцены Театрального фестиваля имени Бернарда Шоу. Премьера адаптации состоялась на сцене Тэррагон-театра и получила премию Чалмерса, а также была номинирована на премию генерал-губернатора Канады за 1986 год в номинации Лучшая драма на английском языке.
В конце 1980-х годов переехал в Монреаль. В середине 1990-х Стрэттон возглавлял отдел драмы в Школе искусств Этобико, где преподавал режиссёрское мастерство, актерское мастерство и драматургию. Осенью 2000 года им был издан первый свой роман «Лотерея Феникса» — социальная сатира об искусстве, торговле и неопрятных семейных отношениях. Следом вышел «Журнал Лесли» — роман о сексуальном насилии в среде подростков, изданный в Канаде, США, Корее, Словении, Франции и Германии.
Следующим романом писателя стал всемирно известный бестселлер «Секреты Чанды», который был издан в 2004 году, которая была экранизирована под названием «Жизнь превыше всего». Премьера фильма, совместного производства Германии и ЮАР, состоялась на Каннском международном кинофестивале, где он получил приз Франсуа Шале. Фильм был в номинации «Лучший иностранный фильм» на премии Оскар 2011 года. В 2008 году Стрэттон издал продолжение истории под названием «Войны Чанды».

## Сочинения

### Романы
- «Лотерея Феникса» (англ. Phoenix Lottery, 2000).
- «Журнал Лесли» (англ. Leslie's Journal, 2000).
- «Секреты Чанды» (англ. Chanda's Secrets, 2004).
- «Войны Чанды» (англ. Chanda’s Wars, 2008).
- «Граница» (англ. Borderline, 2010).
- «Ученик расхитителя могил» (англ. Grave Robber's Apprentice, 2012).
- «Воскресение из мёртвых Мэри-Мейбл Мактавиш» (англ. The Resurrection of Mary Mabel McTavish, 2013).
- «Собаки» (англ. The Dogs, 2015).

### Пьесы
- «Бинго!» (англ. Bingo!, 1977).
- «Медсестра Джейн едет на Гавайи» (англ. Nurse Jane Goes To Hawaii, 1980).
- «Рекси!» (англ. Rexy!, 1981).
- «Бегуны» (англ. Joggers, 1982).
- «Друзья пера» (англ. Friends Of A Feather, 1984).
- «Бумаги» (англ. Papers, 1985).
- «Сто и одно чудо стечения обстоятельств» (англ. The Hundred and One Miracles of Hope Chance, 1987).
- «Сумка младенцев» (англ. Bag Babies, 1990).
- «Прилив Тори» (англ. A Flush of Tories, 1991).
- «Дракула» (англ. Dracula, 1995)

## Награды
- Премия Чалмерса 1981 года.
- Премия Доры Мейвор Мур 1981 года.
- Премия Чалмерса 1985 года.
- Премия Канадской библиотечной ассоциации 2005 года в номинации «Лучшая книга для подростков».
- Независимая издательская книжная премия (США) 2005 года в номинации «Лучшая книга для подростков и юношества».